# Jean-Marie Massaud

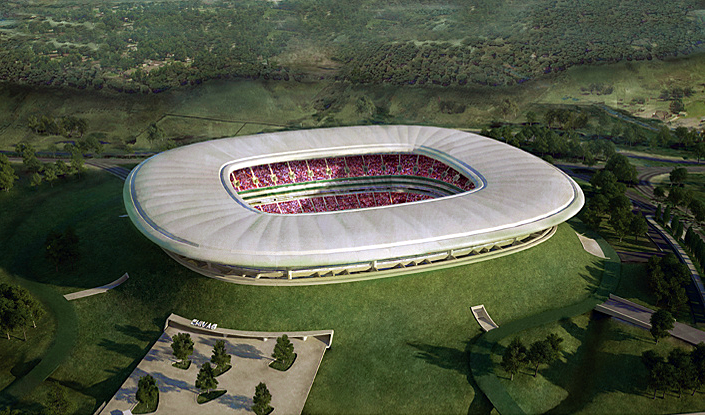
Estadio Omnilife w Meksyku

Jean-Marie Massaud (ur. 1966 w Tuluzie) – francuski architekt i twórca wzornictwa.

## Życiorys
Naukę w Ecole Nationale Superieure de Creation Industrielle w Paryżu ukończył w 1990. Od tego momentu nie ograniczał się tylko do tworzenia wzornictwa przemysłowego, ale fascynowała go także architektura. W 2000 założył (pospołu z architektem Danielem Pouzetem) biuro, zajmujące się projektowaniem budynków. Wspólnie tworzą projekty domów mieszkalnych, hoteli i innych obiektów. Do najważniejszych dzieł pracowni należy projekt Estadio Omnilife w Zapopan (aglomeracja Guadalajary).
Wszystkie jego dzieła Massauda, od sofy do stadionu, charakteryzują się ważnym elementem – artysta kładzie nacisk na symbiozę człowieka, natury i przestrzeni. Obiektem zainteresowania nie jest sama materia przedmiotu, lecz jego magia. Stworzył dla firmy Hansgrohe kolekcję łazienkową Axor Massaud.
Pracuje dla znanych projektantów mebli – firm Cassina, Ligne Roset, Porro, Moroso, Poltrona Frau. Studio Massaud współpracuje także z markami Giorgio Armani, Lancôme, Nike, Capellini.
Jego prace były prezentowane w Poznaniu, podczas Światowych Dni Innowacji w październiku 2009.